# Hohlur
Die Hohlur (oder Hallourhöhle) ist eine Höhle im Hauptdolomit der Gutensteiner Alpen auf dem Gebiet der Gemeinde Hernstein in Niederösterreich. Die Höhle am östlichen Abhang des Waxenecks über dem Geyergraben zählt mit der Höhlturmhöhle und der Steinklopferhöhle zu den größten Höhlen des Mandling-Waxeneckgebietes. Von Steinhof ist sie in etwa einer Stunde zu erreichen. Die Hallourhöhle ist als Naturdenkmal ausgewiesen.

## Beschreibung
Durch das 5 Meter breite und 7 Meter hohe Portal betritt man einen ebenen, 20 Meter langen Raum, von dessen Ende man rechts über Sinterstufen zu einer kurzen Fortsetzung aufsteigen kann. In der Mitte des Eingangsraumes zweigt ebenfalls rechts ein horizontaler Gang ab, der 10 m nach Norden führt, dann nach Osten abbiegt und infolge künstlichen Verschlusses einer weiteren Tagöffnung endet. Von der Südbegrenzung der Eingangshalle erreicht man durch zwei Öffnungen (die westliche wurde künstlich freigelegt, ist mittlerweile aber wieder durch Erde verschlossen; in der östlichen befindet sich der obere Teil einer alten Eisenleiter.) die Hauptfortsetzung, einen steil abfallenden Gang mit wechselnden Ausmaßen, der in einer kleinen Halle endet. Die Höhle wies in Form von Kluftfüllungen schöne Kalzitkristalle auf, die aber – wie der Tropfsteinschmuck der Höhle – zum Großteil zerstört sind. Der seltene, weil unbeständige Monohydrocalcit konnte hier nachgewiesen werden.

## Geschichte
Im Jahre 1928 wurden in der Höhle jungsteinzeitliche Funde gemacht, die der Linearbandkeramischen Kultur zugeordnet wurden, sowie historische Funde aus dem Mittelalter.
Am Pfingstsonntag des Jahres 1928 wurde die neu erschlossene Höhle in der Holur bei Berndorf der Öffentlichkeit übergeben, verbunden mit der von der Ortsgruppe des Vereins der Naturfreunde in Grillenberg erklärten Absicht, die Höhle weiter auszubauen.
Die Höhle wurde in den 1930er Jahren für Führungen ausgebaut; die Anlagen und die damals vor der Höhle befindliche Hütte sind jedoch bereits verfallen.

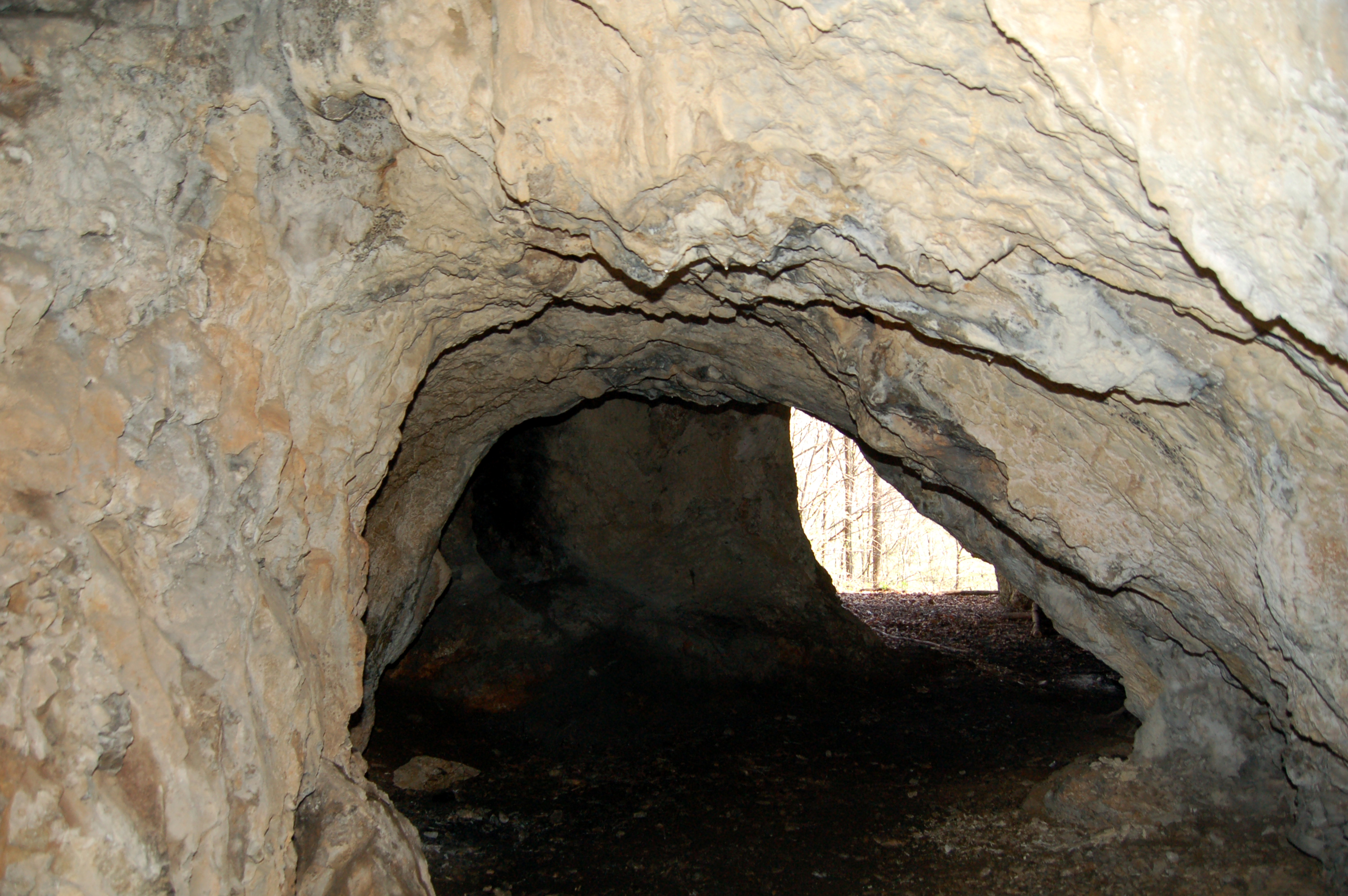
Blick aus dem oberen Höhlenteil zum Höhleneingang.